# 이케다촌 (야마나시현)
이케다촌(池田村)은 야마나시현 나카코마군에 있던 촌이다. 현재의 고후시에 해당한다.

## 역사
- 1889년 7월 1일 - 정촌제 시행에 의해 이케다촌이 단독으로 지자체를 형성하였다.
- 1949년 12월 1일 - 고후시에 편입해, 동일 이케다촌은 폐지되었다.

## 교통

### 철도
현재는 구촌에 일본국유철도 주오본선이 지나가지만, 역은 소재하지 않았다.

## 참고문헌
- 角川日本地名大辞典 19 山梨県